# Ngô Quốc Tính
Ngô Quốc Tính, sinh năm 1943 tại Hà Nam, là nhạc sĩ Việt Nam, được tặng Giải thưởng Nhà nước về Văn học Nghệ thuật năm 2012.

## Tiểu sử
Nhạc sĩ Ngô Quốc Tính sinh ngày 10 tháng 8 năm 1943, tại Bình Lục, Hà Nam. Ông có một tuổi thơ gian nan, lận đận. Sau khi đỗ tốt nghiệp trung học nhưng lại trượt đại học, ông phải làm nhiều nghề như đạp xích lô, làm cấp dưỡng, làm mẫu vẽ kiếm kế sinh nhai để theo đuổi nghệ thuật.
Từ 1962 đến 1965, ông học vẽ tại trường Mỹ thuật Hà Nội. Năm 1968 ông về công tác ở Đoàn dân ca kịch Ninh Bình, nay là nhà hát Chèo Ninh Bình thuộc tỉnh Ninh Bình. Năm 1970-1971, ông làm chỉ đạo nghệ thuật dẫn Đoàn văn công xung kích tỉnh Ninh Bình vào Nam phục vụ ở các chiến trường B và C.
Từ 1974 đến 1979, ông học khoa sáng tác hệ đại học chính quy Nhạc viện Hà Nội (nay là Học viện Âm nhạc Quốc gia Việt Nam). Năm 1986, ông được Hội Nhạc sĩ Việt Nam cử đi dự trại hè khí nhạc tại Ivanovo, Liên Xô. Ông đã từng tham gia giảng dạy ở Đại học Văn hóa Hà Nội và Đại học Sân khấu Điện ảnh Hà Nội.
Ông còn là Hội viên Hội Nghệ sĩ Sân khấu Việt Nam, đã trải qua biên tập viên Nhà xuất bản Âm nhạc DIHAVINA, làm Chánh Văn phòng Hội Nhạc sĩ Việt Nam và nghỉ hưu từ đây.
Hiện ông sống tại Bắc Ninh.

## Sự nghiệp[3]
Năm 21 tuổi có ca khúc đầu tiên được phát trên làn sóng Đài Tiếng nói Việt Nam: Niềm vui cô thệ dệt. Từ đó đến nay ông đã viết trên 500 ca khúc, nhiều tác phẩm khí nhạc, một số kịch bản kịch hát và viết nhạc cho trên 100 vở diễn kịch nói, tuồng, chèo, cải lương, kịch dân ca...
Âm nhạc Ngô Quốc Tính thấm đượm tinh hoa âm nhạc dân tộc, khúc triết, giàu ca tính, dày công tìm tòi sáng tạo, nhất là trong khí nhạc. Những tác phẩm tiêu biểu:
Ca khúc: Trên công trờng rộn tiếng ca (1973). Hương hồi Xứ Lạng (1982). Bài hát truyền thống của tỉnh Lạng Sơn, Tiếng ru trong ánh điện sông Đà (1982), Như chùm hoa biển (1985) , Mai em 17 (1992) , Một miền quê huyền diệu (1995), Lẽ tự nhiên (1997), Biên giới tình ta (1999), Dòng trăng lúng liếng (2007).
Hợp xướng: Theo chân Bác (lời trích thơ Tố Hữu, 3 chương), Đôi cánh Điện Biên (lời Nguyễn Trọng Tạo và Ngô Quốc Tính, 4 chương 1984), Phật tích (4 chương, 2007 - 2008)
Nhạc không lời: Một góc quê hương (7 Pre’ludes) (1975 – 1976), Biến tấu cho Violon, Cello và bộ gõ (1976 – 1977), Giao hưởng thơ Ánh mắt mùa xuân (1977 – 1978), Độc tấu đàn Bầu Xuý Vân (1986), Ballade Symphonique Huyền tích Trường Sơn(1995). , Ballet Huyền tích Trường Sơn (1997) (chuyển thể từ Ballade Symphonique cùng tên. Kịch bản Ngô Quốc Tính – Bằng Thịnh), đạo diễn NSƯT Bằng Thịnh, Tổ khúc giao hưởng 3 chương Những vì tinh tú.
Kịch bản và âm nhạc cho sân khấu: Tôi chưa chết được, Chuyện đúc người, Hri xanh, Nàng Nhũ hương, Cung đàn Liêu - Hạc... viết nhạc cho các vở diễn: Cây cung Thần (Đoàn Chèo Hà Nội), Dệt những mùa xuân (Nhà hát Chèo Việt Nam), Lời thề thứ 9 (Đoàn kịch Quân đội, Nhà hát Tuổi trẻ...) Nàng Si - ta (Đoàn Dân ca bài chòi Quảng Nam - Đà Nẵng), Ôtenlô (Nhà hát tuồng Việt Nam)...
Ông đã xuất bản: Tuyển chọn ca khúc Ngô Quốc Tính kèm theo băng Cassette (Hội Nhạc sĩ Việt Nam và NXB Âm nhạc DIHAVINA), 2 CD ca khúc, 2 CD giao hưởng, DVD Ballet Huyền tích Trường Sơn.
Ông đã được tặng thưởng: Huân chương Kháng chiến chống Mỹ hạng Nhì.
Năm 2012, ông được tặng Giải thưởng Nhà nước về Văn học Nghệ thuật với các ca khúc: Trên công trường rộn tiếng ca, Hương hồi xứ Lạng, Mai em mười bảy, Biên giới tình ta, Dòng trăng lúng liếng và các tác phẩm khí nhạc: Huyền tích Trường Sơn, Ba Đình mùa thu ấy.

## Tác phẩm chính

### Âm nhạc bác học

#### Nhạc không lời
- Giao hưởng Thái Bình Dương
- Giao hưởng thơ Ánh mắt mùa xuân
- Ballade-giao hưởng Huyền tích Trường Sơn (sau này chuyển thành ballet năm 1997)
- 7 prelude
- Biến tấu cho bộ gõ, violin và cello

#### Hợp xướng
- Theo chân Bác
- Đôi cánh Điện Biên
- Phật tích

### Ca khúc
- Trên đường rộn ràng tiếng ca (1973)
- Hương hồi xứ Lạng (1982)
- Dòng sông tình yêu (1982)
- Tiếng ru trong ánh điện sông Đà (1982)
- Mai em mười bảy (1990)
- Chùa Hương (1996)
- Hồ Tây chiều nhớ

### Dành chosân khấu
Nhạc sĩ Ngô Quốc Tính đã viết kịch bản kịch hát dài trọn đêm như:
- Tôi chưa chết được
- Chuyện đúc người
- Hri xanh
- Nàng Nhũ hương
- Cung đàn Liêu-Hạc

Thêm vào đó, ông còn viết phần nhạc cho các vở kịch:
- Cây cung thần
- Dệt những mùa xuân
- Lời thề thứ 9
- Nàng Sita
- Otello

### Đĩa nhạc
- 2 CD ca khúc,
- 2 CD giao hưởng,
- DVD Ballet Huyền tích Trường Sơn.

### Tuyển tập
- Tuyển chọn ca khúc Ngô Quốc Tính kèm theo băng Cassette (Hội Nhạc sĩ Việt Nam và NXB Âm nhạc DIHAVINA),

## Giải thưởng
- Giải nhì Hội Nhạc sĩ Việt Nam năm 1982
- Giải nhất cuộc thi sáng tác ca khúc về tình hữu nghị Việt-Xô năm 1985
- Giải nhất cuộc thi sáng tác ca khúc cho tuổi học trò năm 1992
- Giải nhì thể loại ballet-giao hưởng của Giải thưởng Văn học-Nghệ thuật về lực lượng vũ trang, chiến tranh và sự nghiệp bảo vệ Tổ quốc năm 1994-1999
- Giải nhì về ca khúc Hội Nhạc sĩ Việt Nam năm 1995
- Giải nhì về thể loại giao hưởng của Hội Nhạc sĩ Việt Nam năm 1995
- Giải đặc biệt về ballet-giao hưởng của Hội Nhạc sĩ Việt Nam năm 1997
- Giải nhì về ca khúc Hội Nhạc sĩ Việt Nam năm 1997
- Giải nhất sáng tác ca khúc về bộ đội Biên phong năm 1999
- Giải nhất ca khúc nghệ thuật của Hội Nhạc sĩ Việt Nam năm 2009
- Giải thưởng thể loại thanh xướng kịch-hợp xướng của Hội Nhạc sĩ Việt Nam năm 2010

## Khen thưởng
- Huân chương Kháng chiến chống Mỹ hạng Nhì

## Vinh danh
- Giải thưởng Nhà nước về Văn học Nghệ thuật (2012)